# Municipio de Independence (condado de Doniphan)
El municipio de Independence (en inglés, Independence Township) es un municipio del condado de Doniphan, Kansas, Estados Unidos. Tiene una población estimada, a mediados de 2023, de 261 habitantes.
Abarca una zona exclusivamente rural.

## Geografía
Está ubicado en las coordenadas 39°42′10″N 95°10′24″O / 39.70278, -95.17333 (39.702906, -95.173468). Según la Oficina del Censo, tiene una superficie total de 95.78 km², de los cuales 95.77 km² corresponden a tierra firme y 0.01 km² están cubiertos de agua.

## Demografía
Según el censo de 2020, en ese momento había 257 personas residiendo en la zona. La densidad de población era de 2.7 hab./km². El 95.33 % de los habitantes eran blancos, el 0.39 % era de otra raza y el 4.28 % eran de una mezcla de razas. Del total de la población, el 1.56 % eran hispanos o latinos de cualquier raza.